# Korzecko
Korzecko – wieś w Polsce, położona w województwie świętokrzyskim, w powiecie kieleckim, w gminie Chęciny.
Do 1954 roku istniała gmina Korzecko. W latach 1954–1957 wieś należała i była siedzibą władz gromady Korzecko, po jej zniesieniu w gromadzie Chęciny. W latach 1975–1998 miejscowość administracyjnie należała do województwa kieleckiego.

## Integralne części wsi
| SIMC    | Nazwa    | Rodzaj     |
| ------- | -------- | ---------- |
| 1016977 | Zarośle  | przysiółek |
| 1016983 | Zatropie | przysiółek |

## Położenie
Wieś leży ok. 3 km na zachód od Chęcin. Zabudowania ciągną się pasem wzdłuż północnych podnóży grzbietu Grzyw Korzeczkowskich, w części zachodniej wzdłuż drogi nr 762 Małogoszcz - Chęciny (przysiółki Zarośle i Zatropie), w części wschodniej wzdłuż lokalnej drogi, łączącej ww. drogę 762 z Podzamczem Chęcińskim.

## Historia
Korzecko w wieku XIX opisano jako wieś w powiecie kieleckim, gminie Korzecko, parafii Chęciny. W Liber beneficiorum Łaskiego (t. I, s. 586), Korzecko nazwane jest „Korzeczek”. Wieś położona  8 wiorst na zachód od Chęcin, w wąskiej dolinie u stóp pasma wyniosłości zwanych górami korzeczkowskimi. W 1883 posiada szkołę początkową, urząd gminny, kopalnie wapienia triasowego, używanego jako marmur żółty.

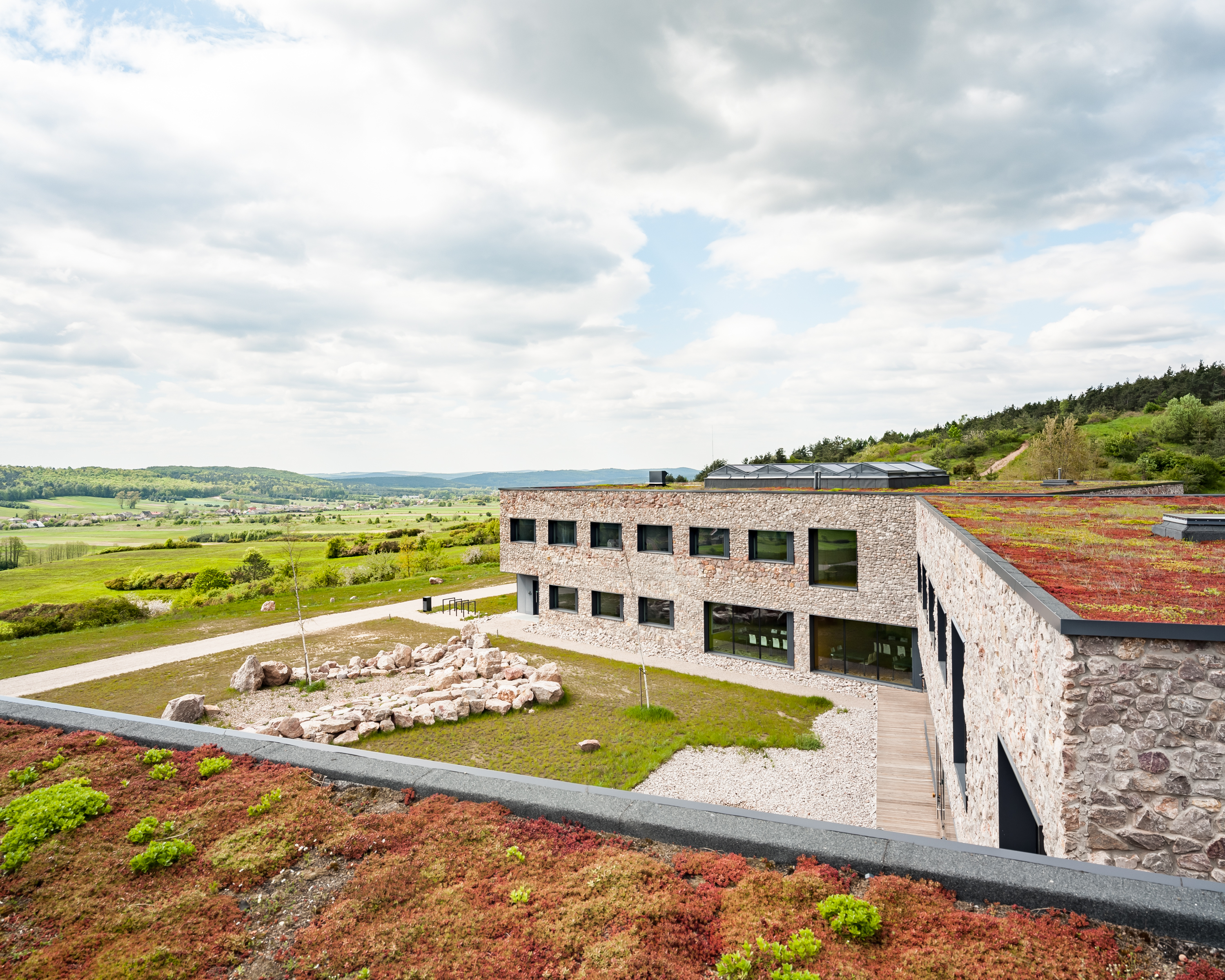
Europejskie Centrum Edukacji Geologicznej

Według spisu miast, wsi, osad Królestwa Polskiego z 1827  była to wieś rządowa, posiadała 28 domów i 160 mieszkańców.
W 2015 w Korzecku otwarto Europejskie Centrum Edukacji Geologicznej – ośrodek naukowo-badawczy Wydziału Geologii Uniwersytetu Warszawskiego.

## Zabytki
Drewniana kuźnia, w zagrodzie nr 81 z XIX w., wpisana do rejestru zabytków nieruchomych (nr rej.: A.265 z 6.08.1976).

## Turystyka
Przez wieś przechodzi żółty szlak turystyczny z Wiernej Rzeki do Chęcin.